# Liste der Bodendenkmale in Travenbrück
In der Liste der Bodendenkmale in Travenbrück sind die Bodendenkmale der Gemeinde Travenbrück nach dem Stand der Bodendenkmalliste des Archäologischen Landesamts Schleswig-Holstein von 2016 aufgelistet. Die Baudenkmale sind in der Liste der Kulturdenkmale in Travenbrück aufgeführt.
| Denkmal-ID           | Befundart           | Bezeichnung                                        | Zeitstellung                 | Lage | Bemerkungen | Bild |
| -------------------- | ------------------- | -------------------------------------------------- | ---------------------------- | ---- | ----------- | ---- |
| aKD-ALSH-Nr. 005 000 | Grabmal > Grabhügel | Grabhügel „Lustbarg“                               | Vor- und/oder Frühgeschichte |      |             |      |
| aKD-ALSH-Nr. 005 001 | Befestigung > Burg  | Burg/Motte/Ringwall/Turmhügel „Nütschauer Schanze“ | Mittelalter                  |      |             |      |
| aKD-ALSH-Nr. 005 002 | Befestigung > Burg  | Burg/Motte/Ringwall/Turmhügel                      | Mittelalter                  |      |             |      |
| aKD-ALSH-Nr. 005 003 | Grabmal > Grabhügel | Grabhügel „Grabenberg“                             | Vor- und/oder Frühgeschichte |      |             |      |